# O Valadouro
O Valadouro è un comune spagnolo di 2 377 abitanti situato nella comunità autonoma della Galizia.